# Persone di nome Vanessa
| Questa pagina contiene informazioni ricavate automaticamente dalle voci biografiche con l'ausilio del template Bio e di un bot. L'aggiornamento è periodico e automatico e ricostruisce completamente la pagina. Se manca una persona in questa lista, sei pregato di non aggiungerla, ma accertati piuttosto che la sua voce biografica contenga il template Bio e che i dati anagrafici siano correttamente compilati. Se il template Bio manca, inseriscilo tu stesso o, in alternativa, metti l'avviso {{tmp\|Bio}} che ne segnala la mancanza. Se i dati riportati sono sbagliati, correggi direttamente la voce biografica; le modifiche saranno visibili in questa lista entro pochi giorni. Per chiarimenti vedi il progetto antroponimi. La lista contiene solo le 104 persone che sono citate nell'enciclopedia e per le quali è stato implementato correttamente il template Bio. Pagina aggiornata al 22 giu 2025. |

Questa è una lista di persone presenti nell'enciclopedia che hanno il nome Vanessa, suddivise per attività principale.

## Artiste(1)
- Vanessa Beecroft, artista italiana (Genova, n. 1969)

## Astiste(1)
- Vanessa Boslak, astista francese (Lesquin, n. 1982)

## Atlete paralimpiche(1)
- Vanessa Low, atleta paralimpica tedesca (Schwerin, n. 1990)

## Attiviste(1)
- Vanessa Nakate, attivista ugandese (Kampala, n. 1996)

## Attrici(29)
- Vanessa Angel, attrice e modella britannica (Londra, n. 1966)
- Vanessa Bayer, attrice statunitense (Cleveland, n. 1981)
- Vanessa Branch, attrice britannica (Londra, n. 1973)
- Vanessa Brown, attrice austriaca (Vienna, n. 1928 - Woodland Hills, † 1999)
- Vanessa Bell Calloway, attrice statunitense (Cleveland, n. 1957)
- Vanessa Lee Chester, attrice statunitense (Los Angeles, n. 1984)
- Vanessa Ferlito, attrice statunitense (Brooklyn, n. 1977)
- Vanessa Galipoli, attrice e conduttrice televisiva italiana (Roma, n. 1972)
- Vanessa Gravina, attrice e regista teatrale italiana (Milano, n. 1974)
- Vanessa Guide, attrice francese (Besançon, n. 1983)
- Vanessa Guzmán, attrice messicana (Ciudad Juárez, n. 1976)
- Vanessa Hessler, attrice e modella italiana (Roma, n. 1988)
- Vanessa Hudgens, attrice, cantante e ballerina statunitense (Salinas, n. 1988)
- Vanessa Incontrada, attrice e conduttrice televisiva spagnola (Barcellona, n. 1978)
- Vanessa Jung, attrice tedesca (Monaco di Baviera, n. 1980)
- Vanessa Kirby, attrice britannica (Londra, n. 1988)
- Vanessa Lengies, attrice canadese (Montréal, n. 1985)
- Vanessa Marano, attrice statunitense (Los Angeles, n. 1992)
- Vanessa Marcil, attrice statunitense (Indio, n. 1968)
- Vanessa Marquez, attrice statunitense (Los Angeles, n. 1968 - South Pasadena, † 2018)
- Vanessa Marshall, attrice e doppiatrice statunitense (New York, n. 1969)
- Vanessa Morgan, attrice e cantante canadese (Ottawa, n. 1992)
- Vanessa Paradis, attrice e cantante francese (Saint-Maur-des-Fossés, n. 1972)
- Vanessa Ray, attrice e cantante statunitense (Livermore, n. 1981)
- Vanessa Redgrave, attrice e attivista britannica (Londra, n. 1937)
- Vanessa Scalera, attrice italiana (Mesagne, n. 1977)
- Vanessa L. Williams, attrice, cantante e ex modella statunitense (Tarrytown, n. 1963)
- Vanessa A. Williams, attrice statunitense (Brooklyn, n. 1963)
- Vanessa Zima, attrice statunitense (Phillipsburg, n. 1986)

## Attrici pornografiche(5)
- Dee, ex attrice pornografica statunitense (Porto Rico, n. 1979)
- Vanessa Blue, ex attrice pornografica e regista statunitense (Long Beach, n. 1974)
- Vanessa Lane, attrice pornografica statunitense (New York, n. 1983)
- Vanessa Veracruz, attrice pornografica statunitense (n. 1987)
- Vanessa del Rio, ex attrice pornografica statunitense (New York, n. 1952)

## Biatlete(2)
- Vanessa Hinz, ex biatleta e ex fondista tedesca (Monaco di Baviera, n. 1992)
- Vanessa Voigt, biatleta tedesca (Smalcalda, n. 1997)

## Bobbiste(1)
- Vanessa Mark, bobbista e ex multiplista tedesca (n. 1996)

## Calciatrici(8)
- Vanessa Bernauer, ex calciatrice svizzera (Zurigo, n. 1988)
- Vanessa Bürki, calciatrice svizzera (Grenchen, n. 1986)
- Vanessa Gilles, calciatrice canadese (Châteauguay, n. 1996)
- Vanessa Marques, calciatrice portoghese (Lione, n. 1996)
- Vanessa Nagni, calciatrice italiana (Roma, n. 1983)
- Vanessa Panzeri, calciatrice italiana (Erba, n. 2000)
- Vanessa Rodríguez, ex calciatrice spagnola (Barakaldo, n. 1979)
- Vanessa Stefanello, calciatrice italiana (Dolo, n. 1992)

## Cantanti(9)
- Vanessa Bell Armstrong, cantante statunitense (Detroit, n. 1953)
- V V Brown, cantante britannica (Northampton, n. 1983)
- Vanessa Chinitor, cantante belga (Dendermonde, n. 1976)
- Vanessa Daou, cantante americo-verginiana (Saint Thomas, n. 1967)
- Vanessa Mai, cantante e personaggio televisivo tedesca (Aspach, n. 1992)
- Vanessa Petruo, cantante e doppiatrice tedesca (Berlino, n. 1979)
- Vanessa Struhler, cantante tedesca (Oberhausen, n. 1985)
- Kelebek, cantante australiana (Albury, n. 1995)
- Vanessa White, cantante britannica (Yeovil, n. 1989)

## Cantautrici(2)
- Vanessa Amorosi, cantautrice australiana (Melbourne, n. 1981)
- Vanessa Carlton, cantautrice e pianista statunitense (Milford, n. 1980)

## Cestiste(4)
- Vanessa Dumas, ex cestista francese (Tolone, n. 1974)
- Vanessa Gidden, ex cestista giamaicana (Kingston, n. 1985)
- Vanessa Hayden, ex cestista statunitense (Orlando, n. 1982)
- Vanessa Nygaard, ex cestista e allenatrice di pallacanestro statunitense (Scottsdale, n. 1975)

## Danzatrici(1)
- Vanessa Marina, danzatrice portoghese (Leiria, n. 1992)

## Danzatrici su ghiaccio(1)
- Vanessa Crone, ex danzatrice su ghiaccio canadese (Aurora, n. 1990)

## Direttrici d'orchestra(1)
- Vanessa Benelli Mosell, direttrice d'orchestra e pianista italiana (Prato, n. 1987)

## Discobole(1)
- Vanessa Kamga, discobola svedese (Vilhelmina, n. 1999)

## Ginnaste(2)
- Vanessa Atler, ex ginnasta statunitense (Valencia, n. 1982)
- Vanessa Ferrari, ex ginnasta italiana (Orzinuovi, n. 1990)

## Giocatrici di poker(2)
- Vanessa Rousso, giocatrice di poker statunitense (White Plains, n. 1983)
- Vanessa Selbst, giocatrice di poker statunitense (New York, n. 1984)

## Graffiti writer(1)
- Miss Van, writer francese (Tolosa)

## Insegnanti(1)
- Vanessa Beeman, insegnante e scrittrice britannica (Nairobi, n. 1944 - Penzance, † 2019)

## Modelle(8)
- Vanessa Ceruti, modella cilena (Santiago del Cile, n. 1986)
- Vanessa Carreira, modella sudafricana (Boksburg, n. 1983)
- Vanessa Gonçalves, modella venezuelana (Baruta, n. 1986)
- Vanessa Huppenkothen, modella e conduttrice televisiva messicana (Città del Messico, n. 1984)
- Vanessa Mendoza, modella e politica colombiana (Unguía, n. 1981)
- Vanessa Minnillo, modella e attrice statunitense (Angeles, n. 1980)
- Vanessa Rae Kelly, modella, personaggio televisivo e attrice australiana (Sydney, n. 1974)
- Vanessa Viola, modella, conduttrice televisiva e attrice italiana (Roma, n. 1978)

## Multipliste(1)
- Vanessa Spínola, multiplista brasiliana (San Paolo, n. 1990)

## Ostacoliste(1)
- Vanessa Clerveaux, ostacolista haitiana (Brockton, n. 1994)

## Pallavoliste(1)
- Vanessa Vélez, ex pallavolista portoricana (Ciales, n. 1986)

## Pattinatrici artistiche su ghiaccio(3)
- Vanessa Giunchi, pattinatrice artistica su ghiaccio italiana (Milano, n. 1980)
- Vanessa Gusmeroli, pattinatrice artistica su ghiaccio francese (Annecy, n. 1978)
- Vanessa James, pattinatrice artistica su ghiaccio canadese (Scarborough, n. 1987)

## Pattinatrici di velocità su ghiaccio(1)
- Vanessa Herzog, pattinatrice di velocità su ghiaccio e pattinatrice di velocità in-line austriaca (Innsbruck, n. 1995)

## Pittrici(1)
- Vanessa Bell, pittrice britannica (Londra, n. 1879 - Charleston Farmhouse, † 1961)

## Politiche(3)
- Vanessa Camani, politica italiana (Vimercate, n. 1976)
- Vanessa Cattoi, politica italiana (Rovereto, n. 1980)
- Vanessa D'Ambrosio, politica sammarinese (Borgo Maggiore, n. 1988)

## Rapper(1)
- Shay, rapper belga (Bruxelles, n. 1990)

## Rugbiste a 15(1)
- Vanessa Cootes, ex rugbista a 15 neozelandese (Hamilton, n. 1969)

## Sceneggiatrici(1)
- Vanessa Taylor, sceneggiatrice e produttrice televisiva statunitense (Boulder, n. 1970)

## Sciatrici alpine(4)
- Vanessa Berther, ex sciatrice alpina statunitense (n. 1992)
- Vanessa Kasper, sciatrice alpina svizzera (n. 1996)
- Vanessa Nußbaumer, sciatrice alpina austriaca (n. 1998)
- Vanessa Vidal, ex sciatrice alpina francese (San Giovanni di Moriana, n. 1974)

## Tenniste(2)
- Vanessa Menga, ex tennista brasiliana (San Paolo, n. 1976)
- Vanessa Webb, ex tennista canadese (Mumbai, n. 1976)

## Triatlete(1)
- Vanessa Fernandes, triatleta portoghese (Perosinho, n. 1985)

## Senza attività specificata(1)
- Vanessa Quin, ex mountain biker neozelandese (Tauranga, n. 1976)